# Balsamo Nero di Riga

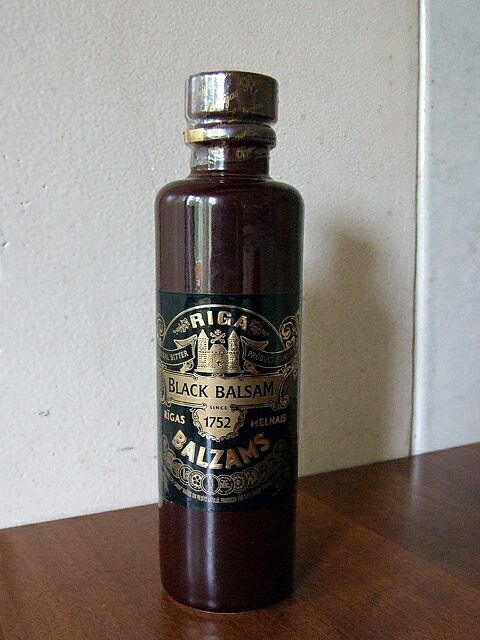
Una bottiglia di classico Balsamo Nero

Il Balsamo Nero di Rīga (in lettone Rīgas Melnais balzams) è un amaro tradizionale della Lettonia.

## Preparazione

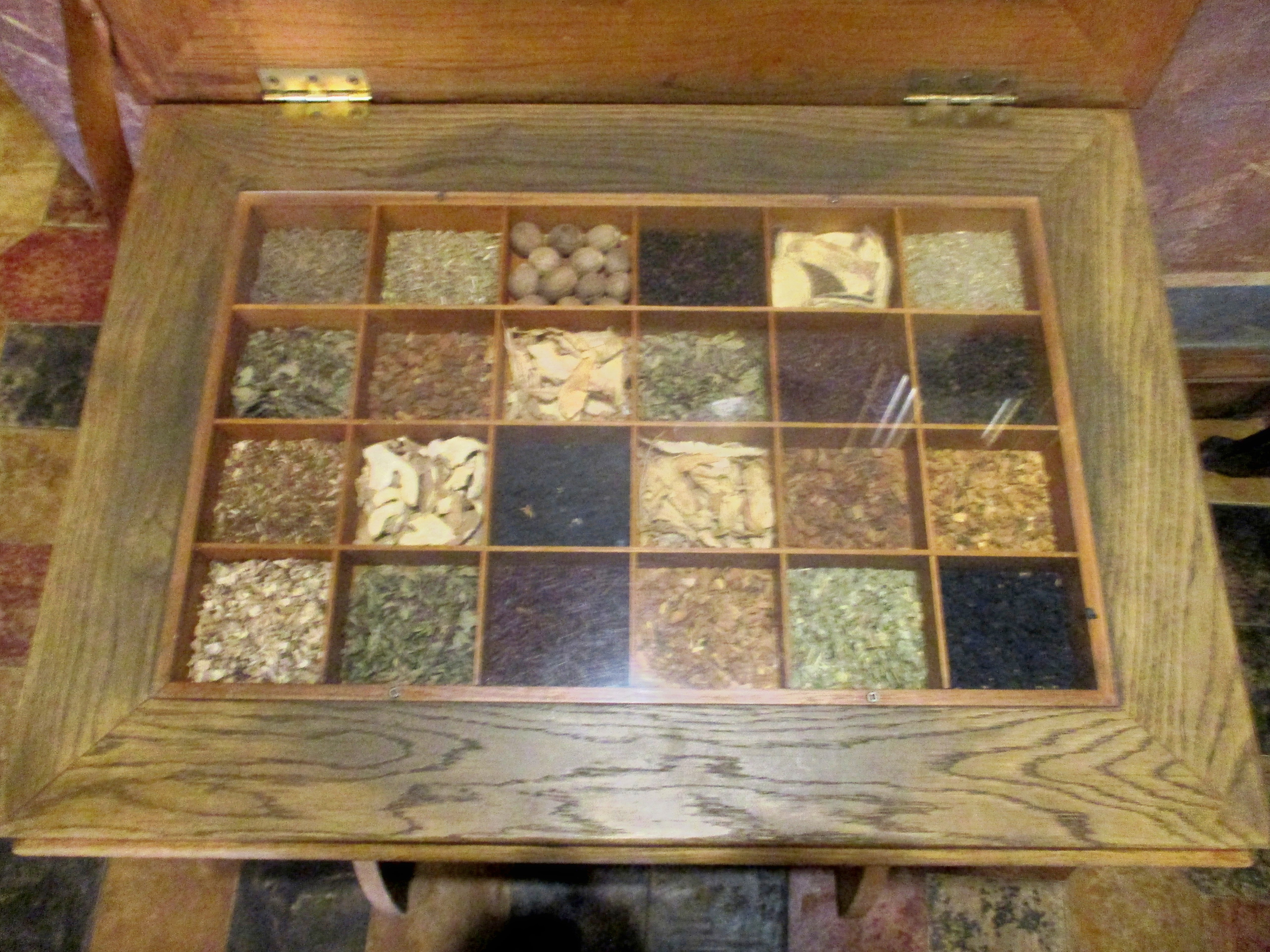
Ingredienti del Balsamo Nero

La ricetta di questo liquore tradizionale si basa su una composizione di 24 diversi ingredienti fra cui piante, fiori, gemme, succhi, radici, oli essenziali e bacche, mescolati a pura vodka dentro botti di quercia, risultandone una bevanda al 45% di alcool.

## Degustazione
Si beve liscio o con ghiaccio come digestivo, correzione di caffè o tè, o mescolato con soda come soft-drink. In altre parole, può essere usato per preparare una grande varietà di cocktail. Si può anche usare come topping per il gelato. Il liquore puro è nero e molto amaro, ma con un retrogusto dolciastro.

## Storia
Il Balsamo Nero è prodotto dalla Latvijas Balzams sulla base della ricetta ideata da Abraham Kunze, un farmacista di Rīga. Viene venduto in una tipica bottiglia di ceramica marrone fabbricata a mano. Nel tempo esperti di molti paesi hanno grandemente apprezzato la qualità del Balsamo Nero, conferendogli oltre 30 premi in occasione di fiere internazionali.
Viene prodotto a Rīga dalla metà del diciottesimo secolo. Secondo la leggenda, l'Imperatrice Caterina la Grande di Russia si ammalò durante una viaggio in Lettonia, ma guarì dopo aver bevuto il Balsamo Nero di Rīga.

## Altri usi
Il Balsamo Nero è anche usato nella medicina tradizionale. È considerato un buon rimedio contro il raffreddore comune e problemi di digestione.